# Rogóżno

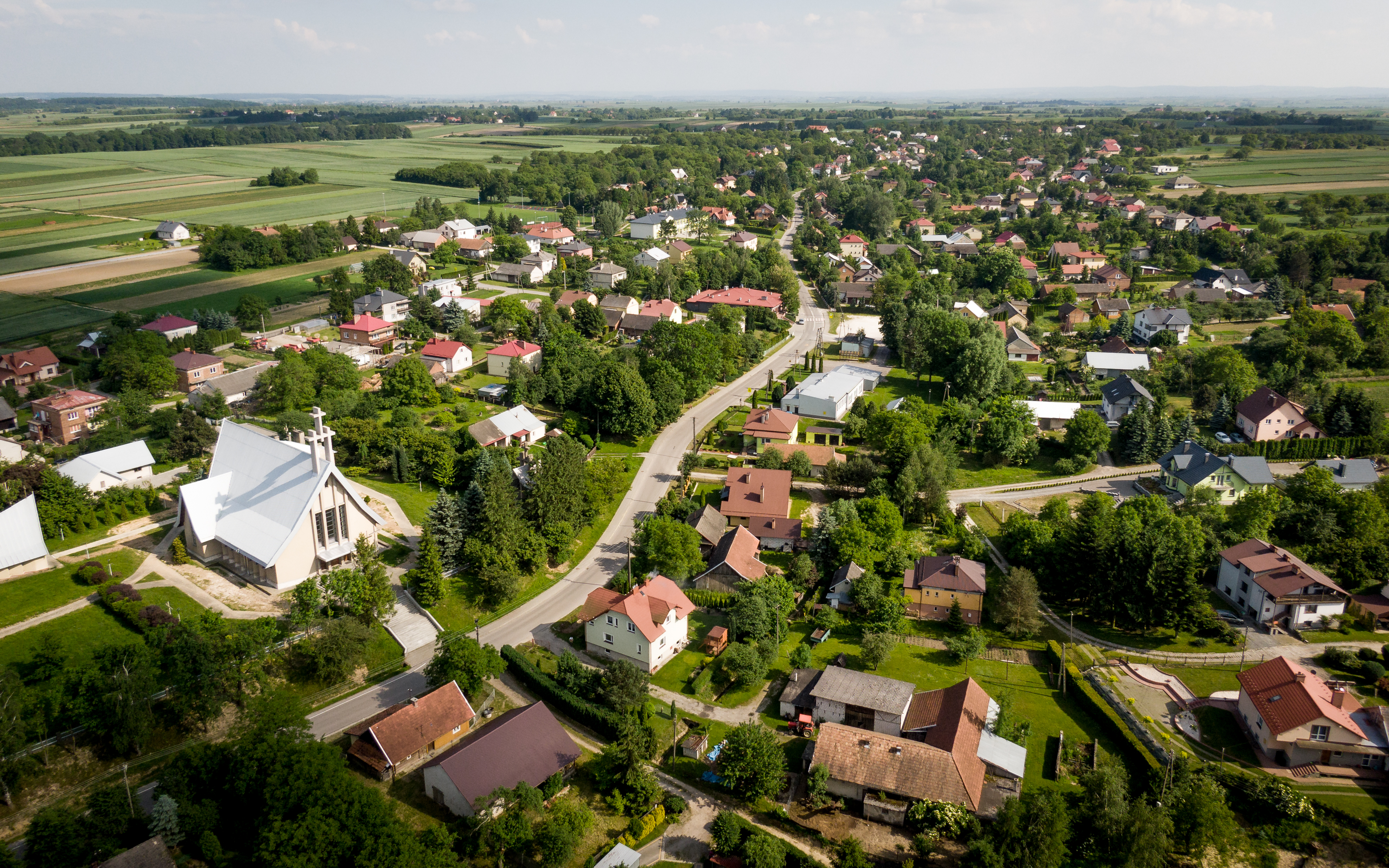

Rogóżno – wieś w Polsce, położona w województwie podkarpackim, w powiecie łańcuckim, w gminie Łańcut.
Miejscowość jest siedzibą rzymskokatolickiej parafii św. Józefa.
W latach 1975–1998 miejscowość położona była w województwie rzeszowskim.

## Położenie geograficzne
Rogóżno położone jest na granicy dwóch jednostek fizycznogeograficznych. Północna część wsi znajduje się w obrębie Pradoliny Podkarpackiej – regionu rolniczego o płaskiej powierzchni. Środkowe i południowe przysiółki miejscowości zlokalizowane są na Podgórzu Rzeszowskim – obszarze pofalowanym o żyznych gruntach uprawnych. Charakterystyczne dla tego terenu są wąwozy i holwegi w pokrywach o lessowej genezie. Kuesta geomorfologiczna między obiema krainami jest bardzo wyraźna i przebiega analogicznie do linii kolejowej Kraków – Przemyśl.

## Integralne części wsi
| SIMC    | Nazwa         | Rodzaj    |
| ------- | ------------- | --------- |
| 0655161 | Cesin         | część wsi |
| 0655178 | Rogóżno Dolne | część wsi |
| 0655184 | Rogóżno Górne | część wsi |
| 0655190 | Za Koleją     | część wsi |

## Historia
Wieś lokowana około 1422  roku przez Jana z Pilczy syna Elżbiety Granowskiej, trzeciej żony Władysława Jagiełły albo przed 1409 rokiem przez jego ojca Wincentego z Granowa starostę nakielskiego. Po raz pierwszy wzmiankowana w 1424 roku w wykazie dziesięciny dla Kapituły przemyskiej. W księdze Ziemskiej Przeworskiej wymieniona wpisem z 1439 roku. Wpis z roku 1442 wymienia Tomasza syna sołtysa z Rogóżna Klemensa. W roku 1443 dodano również dziesięcinę z Rogóżna do uposażenia parafii Kosina. Dokument z roku 1450 w którym Wacław książę Opolski siostrzeniec Jana z Pilczy zawiera z nim ugodę, wymienia między licznymi posiadłościami również Rogóżno (Rogoszno). W 1478 roku wieś odziedziczył najmłodszy z synów Jana z Pilczy, Otto podkomorzy lubelski, a po nim jego najstarszy syn Mikołaj. Jeszcze przed jego śmiercią w 1550 roku,  około 1544 roku dziedzicem Rogóżna została jego żona Barbara z Konińskich, a po niej ich zmarły w 1568 syn Krzysztof Pilecki, dziedzic Łańcuta i zwolennik reformacji. Prawdopodobnie on przed 1556 rokiem sprzedał Rogóżno Janowi Starzechowskiemu wojewodzie podolskiemu i dziedzicowi sąsiedniej wsi Białoboki. Rejestr poborowy z 1556 roku wymienia : 8 i 1/2 łana, 12 wolnych zagrodników, 2 zagrodników, 8 rzemieślników, 6 komorników, młyn walnik o 2 kołach, tartak, kocioł gorzelniany, karczmę dziedziczną i drugą roczną. Po śmierci Jana Starzechowskiego w 1567 roku Rogóżno odziedziczył jego starszy syn Stanisław Starzechowski, podkomorzy lwowski, a po jego śmierci w 1582 roku żona Anna z Tarłów Starzechowska oraz dzieci : Jan, Dorota, Katarzyna i Zofia. Opiekunem prawnym wyznaczony został Mikołaj Tarło wojewoda lubelski, ojciec Anny. Z tego okresu (1578 rok) pochodzi najstarszy znany zapis składu ławy gomadzkiej. Wójtem był Sebastian Piotrosz a przysiężnikami : Adam Wrzecionko, Wojciech Kowal, Jakub młynarz (Kiełb), Andrzej Wańko, Walenty Gucmin, Józef Kraus i Mateusz Jach.
Według rejestru poborowego z 1589 roku we wsi było: 7 łanów, młyn o dwóch kołach, 2 karczmy, komorników posiadających bydło – 6, komorników ubogich 10, zagrodników 12, rzemieślników 8.
Młynarzem co najmniej od 1575 roku był Jakub Kiełb który w 1614 roku sprzedał młyn swojemu synowi Walentemu za 250 grzywien. Podsiębierny młyn o dwóch kołach znajdował się na rzece Wisłok.
Od 1589 roku dziedzicem został pochodzący z Kandii na wyspie Kreta, a w 1571 roku przez króla Zygmunta Augusta przyjęty do stanu szlacheckiego, kupiec lwowski Konstanty Korniakt, herbu Krucini. Po jego śmierci w 1603 roku dobra odziedziczył jego syn Konstanty Korniakt z Białobok. Zmarł on w 1624 roku w wyniku ran odniesionych w czasie czerwcowego najazdu Tatarów na Ziemię przemyską. W czasie tego najazdu w jasyr wzięci zostali znani z nazwiska mieszkańcy Rogóżna: Kasper Kiblar, Wojciech Skrobirożek, Mateusz Tereszko, Szymon Szczepanek i dwaj bracia o nazwisku Jac. We wsi zostały spalone: folwark, dwie karczmy, młyn. Po śmierci Konstantego dziedzicem została jego żona Elżbieta z Ossolińskich Korniaktowa, a później kolejno jego synowie Aleksander Zbigniew Korniakt i od 1632 roku Karol Franciszek.
W 1633 roku syn miejscowego chłopa Wojciecha Wcisło, Krzysztof był studentem Akademii Krakowskiej i uzyskał tytuł bakałarza.
Do 1784 roku wieś związana ekonomicznie i wspólną ławą gromadzką z sąsiednim, założonym przez Konstantego, Korniaktowem. Od początku XVII wieku przez większość okresu wieś była zarządzana przez dzierżawców, m.in.: Adama Domanowskiego, Krzysztofa Kalickiego, Benedykta Faleńskiego, Benedykta Chraleckiego, Jana Zegarta, Samuela Kossowskiego z Głogowy. Ostatni z rodu, Antoni Karol Korniakt w 1710 roku był w niewoli moskiewskiej, a później przebywał na Śląsku gdzie zmarł przed 1718 rokiem. Sporządzona po III wojnie północnej dla celów podatkowych Rewizja Generalna Ziemi Przemyskiej zasańskiej z ok. 1713 roku określa włości jako „korniaktowszczyznę” i wykazuje we wsi: 22 chałupy, kmieci 5, zagrodników ćwierciowych 13, chałupników 4, karczmę zajezdną. Dobra Antoniego Korniakta były mocno obciążone kwotami zastawnymi, długi pod ich zastaw zaciągał już jego ojciec Karol Franciszek Korniakt. W rozstrzygnięcie roszczeń zaangażowany był wielokrotnie już od 1700 roku Trybunał Koronny lubelski. W 1700 roku dzierżawcą zastawnym został Mikołaj Głuchowski, w następnym roku po jego śmierci Antoni Głuchowski jego syn i w końcu wdowa po Antonim Aleksandra ze Starzechowskich po następnym mężu Wąsowiczowa. Decyzją Trybunału lubelskiego w 1706 roku pojawia się współdzierżawca Aleksander Ścibor Chełmski. Po 1710 roku Aleksander Ścibor Chełmski poślubia Magdalenę z Jelców, wdowę po Rafale Mieleckim. W 1718 roku Aleksander Chełmski spłaca kwoty zastawne Wąsowiczom i przejmuje całe Rogóżno i Korniaktów na własność. Po jego śmierci jedyną spadkobierczynią jest żona Magdalena. W 1721 roku właścicielką jest Magdalena z Jelców po trzecim mężu Rojowska. Po śmierci Jakuba Rojowskiego Magdalena wychodzi ponownie w 1728 za mąż za Józefa Nakwaskiego starostę sochaczewskiego. Zmarła ona bezpotomnie na wiosnę 1736 roku. Po jej śmierci rozpoczęła się trwająca niemal 20 lat batalia o spadek po niej między Józefem Nakwaskim a reprezentującym spadkobierców jej sióstr Janem hrabią z Siecina Krasickim.Batalia ta zakończyła się w 1755 roku ugodą, już po śmierci Nakwaskiego i Krasickiego. Sprawę komplikowało to że Nakwaski żeniąc się w 1738 roku z Eleonorą Potocką zabezpieczył jej posag na dobrach Rogóżno, Korniaktów, Pleszowice i Byków. W 1746 roku jako dziedzic występował Józef Nakwaski poseł, senator, a od 1744 roku kasztelan rawski. Z nim należy wiązać powstanie ostatniego drewnianego dworu w którym pomieszkiwał oraz założenie ogrodu włoskiego[13]. Zabudowania wsi ułożone były po wschodniej i zachodniej stronie drogi prowadzącej z Markowej do lasów korniaktowskich. Od północy ograniczał je gościniec prowadzący z Łańcuta do Sieniawy, od południa zaś inny gościniec wiodący z Łańcuta do Jarosławia – najpierw stary, a następnie wybudowany na początku panowania austriackiego nowy, tzw. cesarski. Józef Nakwaski zmarł w 1749 roku. Jedyne jego dziecko z Eleonorą z Potockich zmarło w niemowlęctwie. Dziedziczyły po nim wdowa i jedyna córka z pierwszego małżeństwa Salomea zamężna za Maciejem Sołtykiem późniejszym kasztelanem warszawskim. W 1751 następuje podział klejnotów pozostałych po Magdalenie, a w 1755 roku Anna Krasicka wdowa po Janie zostaje skwitowana z wszystkich sum przez Eleonorę Nakwaską. Dobra Pleszowice i Byków w całości wracają do Krasickich. Rogóżno i Korniaktów pozostaje w rękach Nakwaskich. Dziedzicem Rogóżna na 6 lat zostaje Maciej Sołtyk, mąż Salomei.
Około 1761 roku właścicielem został Franciszek Salezy Potocki, w owym czasie najbogatszy magnat Rzeczypospolitej zwany „królikiem Rusi”, a po nim jego syn Stanisław Szczęsny Potocki, który w 1775 roku pożyczył od Konstancji z Bekierskich Bielskiej 800 000 złotych pod zastaw klucza albigowskiego i 4 innych wsi. W 1786 roku klucz albigowski (Rogóżno, Albigowa, Kraczkowa z Cierpiszem, Wysoka, Handzlówka, Korniaktów) został przejęty przez Konstancję z Bekierskich, teraz już po następnym mężu Rogalińską, wojewodzinę inflancką. Sporządzony w związku z tym inwentarz wymieniał między innymi: oficynę dworską, zabudowania dworskie, karczmę zajezdną, karczmę oraz 51 chałup, kmieci 4 (jeden zbiegły), „ćwiertników” 5, zagrodników 43, komorników 4. Wójtem gromadzkim był Franciszek Kraus, a po nim Jan Cybula, podwójcim Antoni Surmacz. Kluczem zarządzał Tadeusz Łodzia Rogaliński. Właścicielka umarła we Lwowie w 1787 roku, a rok później jej mąż Kasper Rogaliński. Spadkobiercami byli małoletni synowie jej nieżyjącej już córki Teresy Bielskiej i Jana hr. Skarbka, Ignacy i Stanisław. Administratorem prawnym został wyznaczony dożywotnio ich ojciec Jan Skarbek. Jan Skarbek umarł w roku 1792, opiekę nad nieletnimi braćmi przejęła przyrodnia siostra ich ojca, Julianna Rzewuska. W rękach Skarbków wieś pozostawała do 1804 roku.
W 1804 roku Ignacy Skarbek sprzedał Rogóżno Henrykowi Lubomirskiemu  ulubieńcowi i wychowankowi Elżbiety Lubomirskiej. W 1806 roku w wyniku epidemii gorączki tyfoidalnej zmarły 42 osoby co stanowiło około 15% populacji. W 1820 roku wieś liczyła 52 domy. Poza tym były: dwór, folwark, lamus etc., oraz dwie karczmy. Wójtem był Antoni Pusz. Od 1825 wieś i folwark weszła w skład tworzonej przez Henryka Lubomirskiego Ordynacji Przeworskiej Lubomirskich. W latach 1847–48 w wyniku epidemii tyfusu i czerwonki zmarło 39 osób, a w sierpniu i wrześniu 1849 roku kolejne 23 osoby na cholerę przywleczoną do Galicji przez biorące w tłumieniu Wiosny Ludów na Węgrzech wojska rosyjskie. Administratorem folwarku Lubomirskich w drugiej połowie XIX wieku był Antoni Zabielski uczestnik Powstania Styczniowego. W posiadaniu Lubomirskich z Przeworska wieś pozostała do 1944 roku.
Powstały przystanek Rogóżno koło Łańcuta Kolei galicyjskiej im. Karola Ludwika w 1859 roku połączył wieś z Krakowem, a w 1861 ze Lwowem. Została również utworzona placówka pocztowa, a w późniejszych latach stacja telegraficzna.

## Sport
- LKS Szarotka

## Rozrywka
- Klub Muzyczny „Boss”